# Sarina Esmailzadeh
Sarina Esmailzadeh (persisch سارینا اسماعیل‌زاده; geboren am 2. Juli 2006; gestorben am 22. oder 23. September 2022 in Karadsch) war eine junge Iranerin, die die Proteste im Iran seit September 2022 unterstützte und dabei von Regimekräften mit Schlagstöcken getötet wurde. Wie Jina Mahsa Amini, deren gewaltsame Tötung am 16. September 2022 die Proteste ausgelöst hatte, und andere der vielen Todesopfer der Proteste wurde sie durch die Umstände ihres Todes weltweit bekannt.

## Leben
Sarina Esmailzadeh wurde am 2. Juli 2006 geboren und lebte mit ihrer Mutter und ihrem älteren Bruder im Stadtteil Mehrschahr der Großstadt Karadsch. Ihr Vater war gestorben, als sie noch ein Kind war. Sie besuchte ein Gymnasium für Hochbegabte in Karadsch und postete regelmäßig Videos auf YouTube und in anderen Internetmedien. Ihre Videos zeigen sie beim Musikhören, Tanzen und Reden über ihre Träume und Reisepläne und wurden im Internet weit verbreitet. Darin sprach sie auch über Frauenrechte im Iran, lehnte unter anderem das Staatsgesetz zum Tragen eines Hidschābs ab und äußerte sich zornig über die schlechte wirtschaftliche Lage im Iran. Besonders oft aufgerufen wurde ein Video, in dem sie Hoziers Take Me to Church mitsang, während sie mit ihrer Familie im Auto fuhr. Der Song war zuvor eine globale Hymne für Freiheit geworden. In einem ihrer YouTube-Videos sagte sie: „Wir sind nicht wie die frühere Generation vor 20 Jahren, die nicht wusste, wie das Leben außerhalb des Iran war. Wir fragen uns, warum haben wir nicht Spaß wie die jungen Leute in New York oder Los Angeles?“ Damit drückte sie die furchtlose Haltung vieler Jugendlicher im Iran aus, die alles riskieren, um ein Leben voller Würde leben zu können. In einem Video vom Juni 2022 sagte die damals Fünfzehnjährige voller Freude über das Ende des vergangenen Schuljahres: „Freiheit lädt“.

## Todesumstände
Am 22. September 2022 nahm Sarina Esmailzadeh in ihrer Heimatstadt Karadsch erstmals an den landesweiten Protesten gegen die mutmaßliche Ermordung von Jina Mahsa Amini durch die Sittenpolizei teil. Sie starb dort am selben Tag oder am 23. September 2022 durch brutale Knüppelschläge der Regimekräfte. Das berichtete am 30. September 2022 zuerst die Menschenrechtsorganisation Amnesty International (AI). Ihr zufolge war Sarinas Tod wie alle Tötungen junger Protestteilnehmer im Iran Folge der Anordnung des diktatorischen Regimes von Ali Chamenei an die Regimekräfte, die Proteste hart und gnadenlos niederzuschlagen.
Nach überprüften Augenzeugenberichten war Sarina Esmailzadeh mit mehreren Freunden am 22. September 2022 um 12:00 Uhr mittags nach dem Englischunterricht zu einer Protestversammlung nahe ihrer Schule gegangen. In deren Verlauf schlugen Polizisten mit Schlagstöcken viele Male auf ihren Kopf, so dass sie zusammenbrach und stark blutete. Wegen der schweren Kopfverletzungen konnte sie nicht mehr in ein Krankenhaus gebracht werden. Anwesende trugen sie in ein nahe gelegenes Haus, um ihre Wunden zu versorgen. Bei der Ankunft, so die Augenzeugen, sei sie jedoch schon tot gewesen. Abends um etwa 22:30 Uhr informierten ihre Freunde die Familie Esmailzadeh, dass Regimekräfte Sarina erschlagen hatten. Als die Angehörigen zum Ort der Proteste kamen, sagte man ihnen, ein Krankenwagen habe Sarinas Leichnam in ein Krankenhaus gebracht. Vergeblich suchten sie die Tote dann in den Krankenhäusern und Leichenhallen der Stadt. Die zuständigen Beamten gaben ihnen keine Auskunft zu ihrem Verbleib.
Laut The New York Times (NYT) konnten die Ärzte des Krankenhauses, in das man Sarina gebracht hatte, nur noch feststellen, dass sie an ihren Verletzungen verblutet war. Gegen Mitternacht jenes Tages erhielt ihre Mutter einen Anruf von den Behörden, sie solle die Leiche ihrer Tochter im Krankenhaus identifizieren. Dort wurde ihr dann jedoch verwehrt, ihre Tochter zu sehen.
Am nächsten Tag um die Mittagszeit forderten Regimeagenten die Angehörigen auf, Sarinas Leichnam zur Bestattung abzuholen. Die im Islam traditionelle Waschung des Leichnams habe schon stattgefunden. Bei der Ankunft der Angehörigen auf dem Friedhof hatten Regimekräfte den aufgebahrten Leichnam umstellt und zeigten ihnen nur Sarinas Gesicht zur Identifikation. Wie die Angehörigen später bezeugten, war das Gesicht von vielen Wunden gezeichnet. Die rechte Seite ihrer Stirn war völlig zerschmettert von harten Schlägen. Die Familie durfte nicht einmal nahe Verwandte benachrichtigen, sondern musste Sarina unter strengen Sicherheitsmaßnahmen sofort bestatten. Am selben Tag nahmen Regimekräfte der Familie den Totenschein ihrer Tochter weg und konfiszierten bei Hausbesuchen Spruchbänder und Poster mit Sarinas Bild, um eine öffentliche Trauerfeier für sie zu verhindern. Nach Zeugenberichten bewachten mehr als 50 Regimekräfte die Bestattung, damit dort niemand etwas filmte oder gegen das Regime protestierte. Zudem entfernten sie am nächsten Tag alle Fotografien und Beileidsbotschaften von der Außenwand des Hauses der Familie Esmailzadeh.

## Erzwungene Falschangaben
Ab dem 23. September 2022 bedrohten Agenten der Polizei und Justiz Irans die Angehörigen von Sarina Esmailzadeh fortgesetzt, damit sie ihre Todesumstände nicht bekannt machten. Ein Staatsanwalt verbot ihnen Interviews zu Sarinas Tod, besonders mit ausländischen Medien. Die Telefone der Familie wurden verwanzt und abgehört. Sarinas Mutter bezeugte gegenüber Verwandten, sie höre bei ihren Handyanrufen fremde Stimmen. Polizei und Staatsanwaltschaft luden die Mutter, den Bruder, eine Tante und einen Onkel täglich vor, verhörten sie und versuchten sie zu Falschangaben zu nötigen. Vor laufender Kamera, in Gegenwart von Agenten des Staatssenders IRIB, sollten sie diktierte Aussagen wiederholen, wonach Sarina Suizid verübt habe und durch den Sturz von einem Gebäude gestorben sei. Laut Zeugen verweigerte Sarinas Mutter diese Falschangabe jedes Mal. Daraufhin publizierte die staatliche Mehr News Agency ein kurzes Video, in dem sich eine Frau als Sarinas Mutter ausgab und jede Mitwirkung von Staatsbeamten an Sarinas Tod bestritt. Ein Sprecher behauptete, Sarina habe mentale Probleme gehabt und schon mehrfach einen Suizid versucht. Am 7. Oktober 2022 bestätigte und ergänzte Hossein Fazeli Harikandi, Staatsanwalt der Provinz Alborz, diese Falschangaben: Sarina Esmailzadeh habe sich vom Dach des Hauses ihrer Großmutter gestürzt. Dieser Ort ihres Todes im Viertel Azimieh von Karadsch sei ein „störungsfreier Bereich“. Sie habe zuvor mehrere Suizidversuche unternommen. Berichte, dass Regimekräfte Sarina töteten, seien „Falschbehauptungen feindlicher Medien“. Am 5. Oktober 2022 hatten Irans Staatsbehörden auch bei der gewaltsam getöteten 17-jährigen Nika Shakarami einen Suizid durch Sturz von einem Hausdach als Todesursache behauptet und diese Falschangabe mit erzwungenen Aussagen ihrer Verwandten in Staatsmedien zu stützen versucht. Zum Schein begann der Staatsanwalt ein Ermittlungsverfahren zum Tod von Sarina Esmailzadeh, verweigerte dem Rechtsanwalt ihrer Familie jedoch jede Akteneinsicht zu dem Fall und zu Protokollen der Verhöre ihrer Angehörigen.
Ab dem 7. Oktober 2022 verbreitete sich die Nachricht von Sarina Esmailzadehs Tod in den sozialen Medien. Am selben Tag behauptete der oberste Richter der Provinz Alborz über die Iranian Students News Agency (ISNA): Laut einer vorläufigen Untersuchung sei Sarina Esmailzadeh durch einen Sprung vom Dach eines fünfstöckigen Gebäudes gestorben, habe also einen Suizid begangen. Sie habe schon länger mentale Gesundheitsprobleme gehabt.
Nach einem NYT-Bericht vom 13. Oktober 2022 musste Sarinas schwerkranke Mutter die offizielle Todesursache der Behörden vom Suizid ihrer Tochter im Staatsfernsehen zwei Mal bestätigen. Man drohte der Mutter damit, sonst werde man Sarinas älteren Bruder töten, ihr einziges verbliebenes Kind. Das iranische Staatsfernsehen strahlt seit langem immer wieder Zwangsinterviews mit politischen Dissidenten und Familien von Ermordeten aus. Am 13. Oktober 2022 bestätigte AI Zeugenberichte, wonach Regimekräfte Sarina Esmailzadeh bei einer Demonstration in Karadsch erschlagen und ihre Familie danach massiv eingeschüchtert hatten, um ihr Schweigen über die tatsächlichen Todesumstände zu erzwingen.

## Reaktionen
Die Nichtregierungsorganisation Iran Human Rights (IHR) sammelte und prüfte Augenzeugenberichte zu den Todesumständen von Sarina Esmailzadeh und veröffentlichte am 7. Oktober 2022 einen ausführlichen Bericht dazu. Dieser bestätigte Sarinas Tötung durch Regimekräfte und wies die Suizid-Version der Staatsbehörden Irans strikt zurück. IHR forderte eine internationale Strafverfolgung der Täter und derer, die die Falschbehauptungen zur Todesursache propagiert hatten, einschließlich der Staatsführung Irans und der Chefs und an Verhören beteiligten Journalisten des Radiosenders IRIB. Irans Behörden benutzten Staatsmedien wie IRIB als Propagandawaffe, um den Diktator Ali Chamenei und die seinem Befehl unterstellten bewaffneten Kräfte vom Mord an Sarina Esmailzadeh freizusprechen. Dieselbe Methode habe man auch bei den Staatsmorden an Jina Mahsa Amini und Nika Shakarami benutzt. IRIB und alle Institutionen Irans, die diese Verbrechen mit erzwungenen Geständnissen und Falschangaben deckten, seien Komplizen der Täter und müssten strafrechtlich von der Weltgemeinschaft zur Verantwortung gezogen werden.
Für den 8. und 9. Oktober 2022 planten iranische Schulmädchen in privaten Chatgruppen landesweite Solidaritätsdemonstrationen für die getöteten Mitschülerinnen Sarina Esmailzadeh und Nika Shakarami. Der gewaltsame Tod der beiden jungen Frauen führte zu neuen Protestwellen, ihre Geschichten und Gesichter wurden zu neuen Symbolen der Proteste. Porträts wurden im ganzen Iran und weltweit auf Plakaten und Hauswänden gezeigt.
Am 11. Oktober 2022 machte ein Fanclub von Borussia Dortmund (BVB) am Dortmunder Fußballstadion vor dem Spiel des BVB gegen den FC Sevilla auf die Proteste im Iran aufmerksam. Die Demonstranten erinnerten mit einem großen Spruchbanner und Redebeiträgen an Sarina Esmailzadeh, die ein Fan des BVB gewesen war. Der BVB hatte sich einige Tage zuvor bereits mit der geplanten Kundgebung solidarisiert und schrieb seinerseits auf Twitter: „Wir stehen an der Seite der mutigen Frauen in Iran“. Die Organisatoren der Kundgebung wollten bis zum Sturz des Iran-Regimes weiter demonstrieren. Medienkommentare kritisierten allerdings, dass die meisten Fans nicht einmal eine Schweigeminute für die Todesopfer der Proteste ausgehalten hätten.
Die Menschenrechtsaktivistin Neda Soltani (Humboldt-Universität zu Berlin) kritisierte in der Zeitschrift Stern: „Mahsa Amini, 22, Hadis Najafi, 22, Nika Shakarami, 16, und Sarina Esmailzadeh, 16, wurden zu Tode geprügelt, während der Iran ein Mitglied der Frauenrechtskommission ist – so viel zur außenpolitischen Strategie der Einbindung.“
Infolge der gewaltsamen Tötungen und Festnahmen zahlreicher Teenager im Iran rief eine iranische Lehrergewerkschaft für den 23. und 24. Oktober 2022 zu einem landesweiten Schulstreik als Sit-in gegen die „systematische Unterdrückung“ durch Regimekräfte an Schulen auf. Als Beispiele dafür nannte der Aufruf die Namen der getöteten Sarina Esmailzadeh, Nika Shakarami, Abolfazl Adinezadeh und Asra Panahi. Irans Lehrer würden „solche Grausamkeiten, Tyrannei und Behauptungen nicht tolerieren, dass ihr ‚für das Volk‘ seid. Die Kugeln und Munition, die ihr auf die Bevölkerung schießt, zielen auf unsere Leben und Seelen.“